# کنیون کپیتال
کنیون کپیتال (انگلیسی: Canyon Capital) شرکت سرمایه‌گذاری آمریکایی است، که در سال ۱۹۹۰ تأسیس شد.